# Острови Баєстас
Острови́ Бає́стас (ісп. Islas Ballestas) — архіпелаг біля перуанського міста Піско, частина Національного резерву Паракас. Острови складаються із скелевих формацій різної форми, та є важливим місцем притулку багатьох видів морської фауни, включаючи багато видів птахів та деяких ссавців, таких як морський лев.

## Галерея

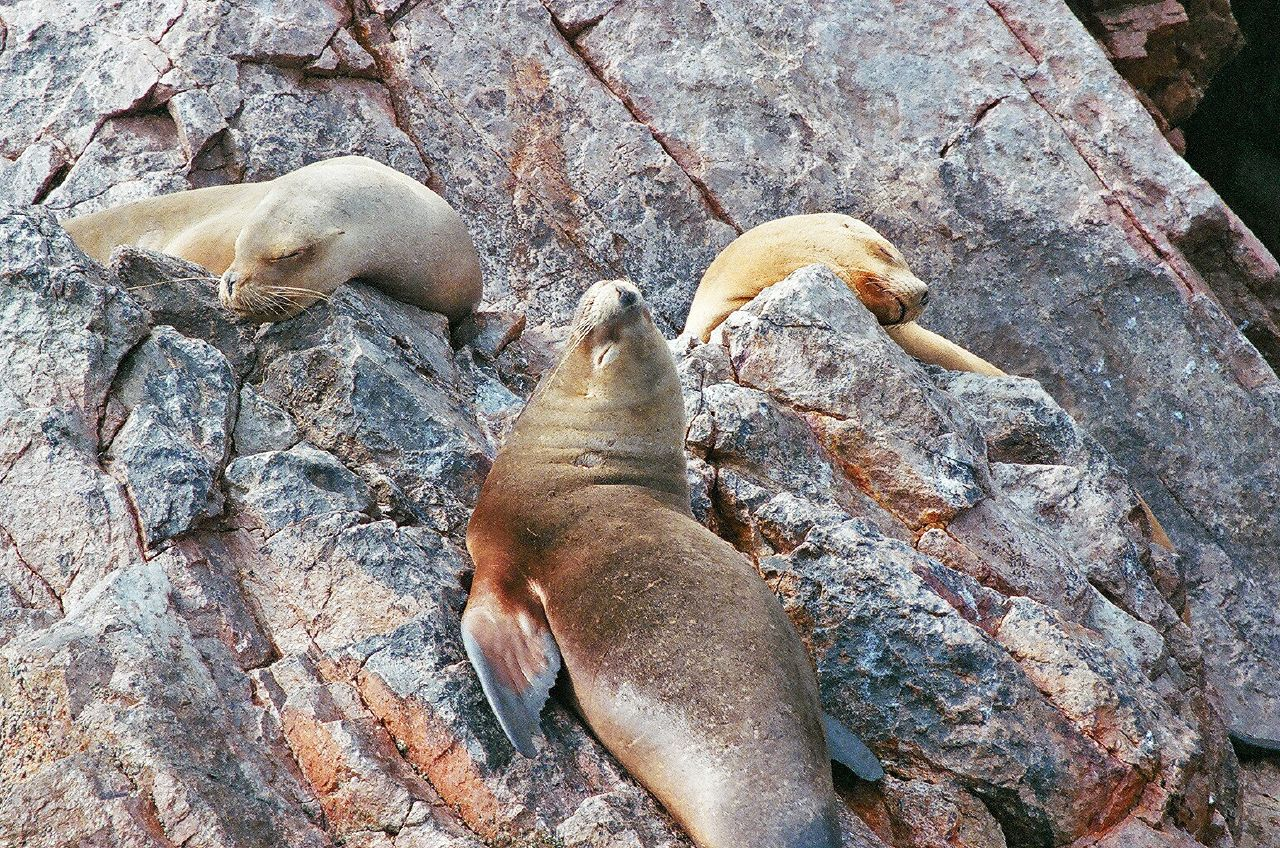
Морські леви на островах Баєстас.
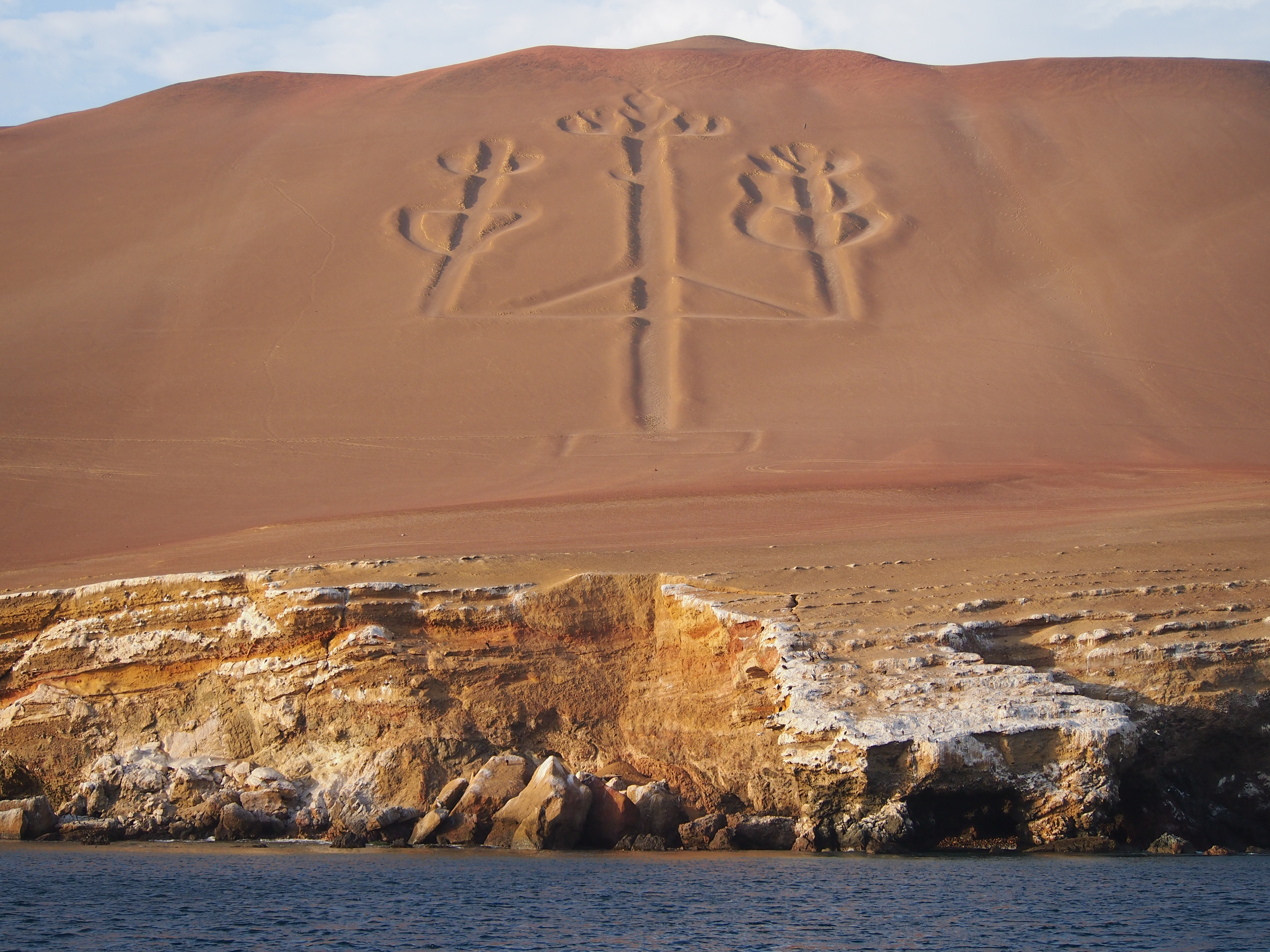
Пара́каський канделябр.
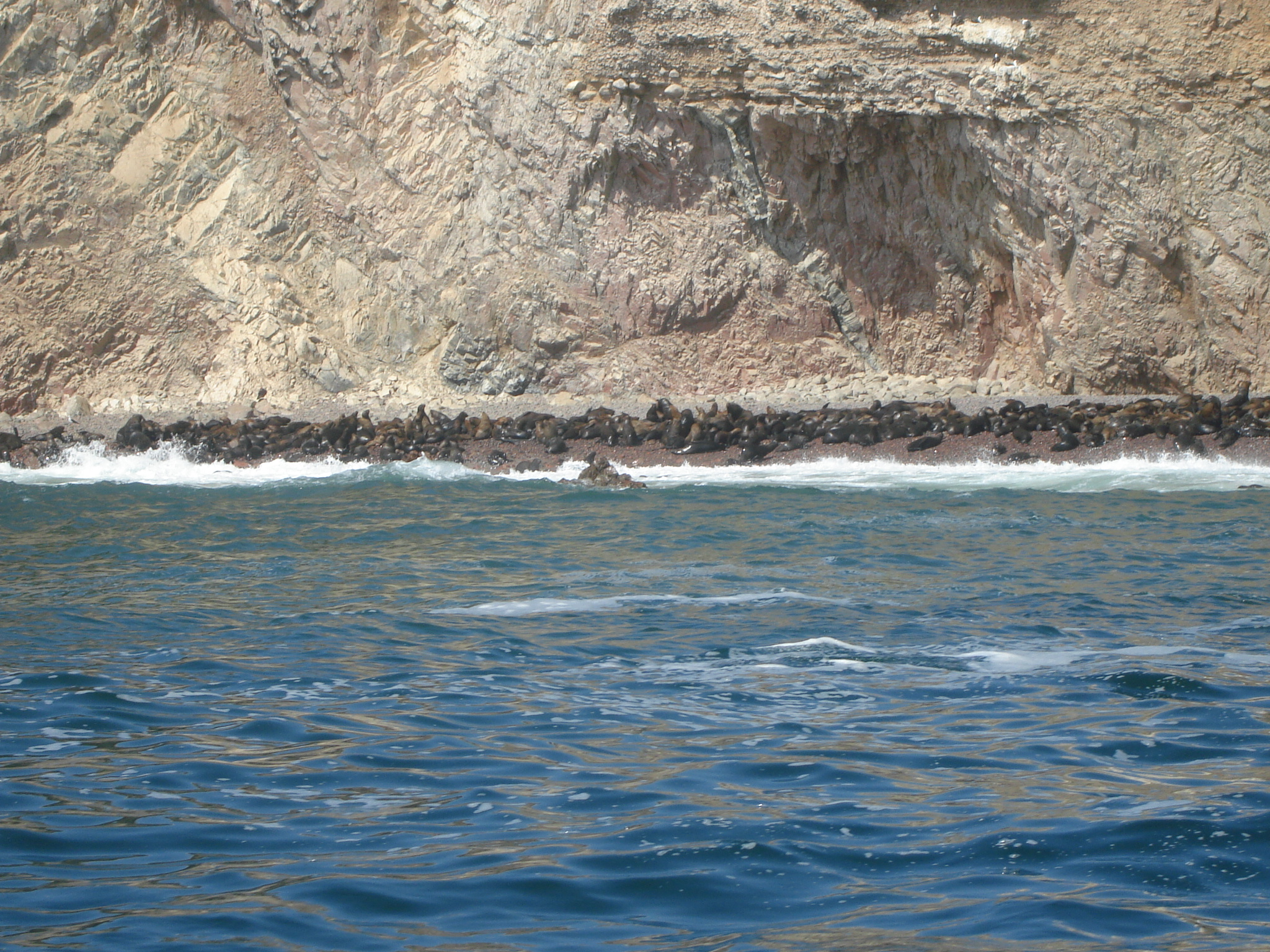
Узбережжя островів та морські леви.

| Перу | Це незавершена стаття з географії Перу. Ви можете допомогти проєкту, виправивши або дописавши її. |